# Caudron C.109
Dimensions
Le Caudron C.109 était un avion léger biplace d'école et de sport, réalisé en France en 1925 par la Société des avions Caudron. 
Le C.109 était un monoplan contreventé à ailes entoilées « en parasol » de configuration conventionnelle avec un train d'atterrissage à patin arrière fixe,.  

## Histoire
Les C.109 ont été utilisés dans un certain nombre de tentatives de record et ont établi des records de distance dans la catégorie des moins de 350 kg :
- 868 km le 19 mai 1927 piloté par Joseph Thoret (1892-1971),
- 1 581 km le 27 octobre 1927 piloté par Max Knipping (1892-1947),
- record de durée (féminin) de 26 h 47 le 27 juillet 1929 piloté par Maryse Bastié (1898-1952),
- première traversée de la Méditerranée par une femme, Léna Bernstein (1906-1932) le 19 août 1929, soit 2 268 km.

Au moins un aéronef a survécu pour voler après-guerre, le F-PFLN. 
Le C.109 F-AIQI d'avant-guerre, était en état de navigabilité à l'aérodrome de Mitry-Mory près de Paris en 1957. Cet appareil est conservé dans la collection du Musée de l'Air et de l'Espace au Bourget mais n'est pas actuellement exposé au public.
En 2025, une réplique volante du Caudron C.109 F-AHFE de l’aviatrice Maryse Bastié Bastié a été construite par Antoine Ros et présentée en vol.

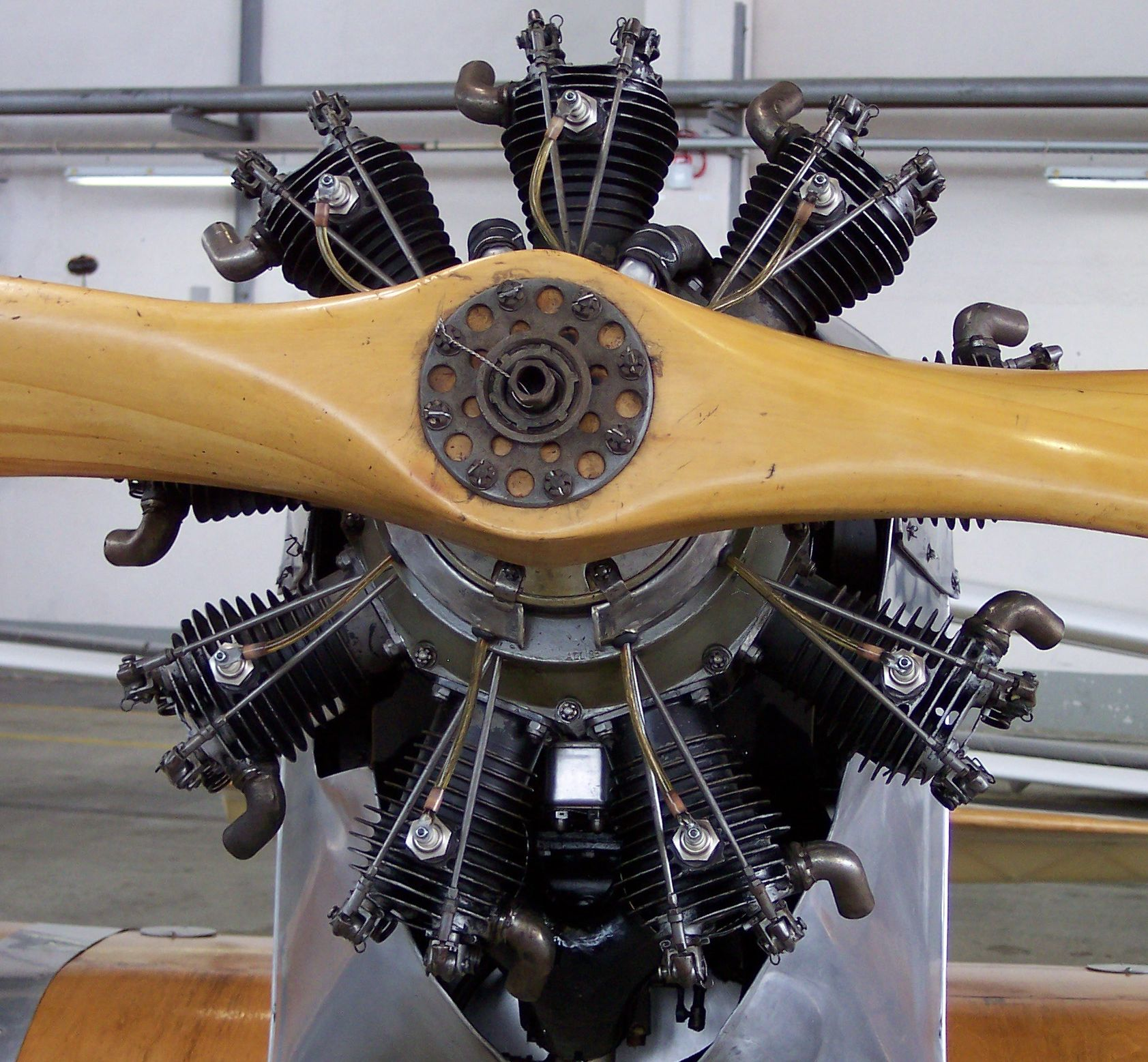
Le Salmson AD9, 9 cylindres en étoile refroidi par air du C.109.

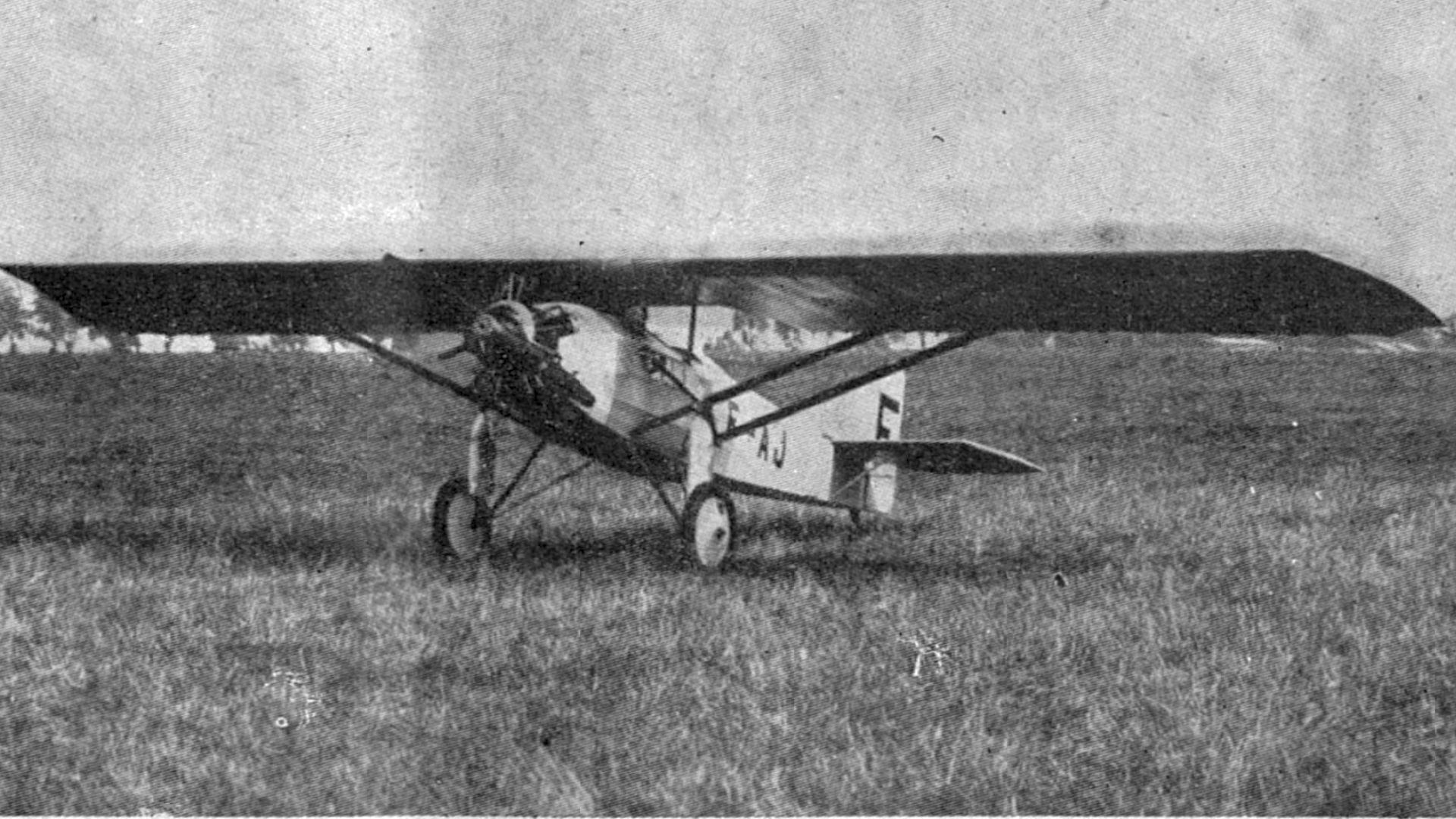
Caudron C.117.

### Variantes
- C.109 - Avion utilitaire léger à deux places.
- C.109.2 - Un C.109 survivant était équipé d'un moteur en étoile Salmson 5Aq de 85 ch (63 kW).
- C.110 - Seuls deux avions ont été construits. Équipé d'un moteur en étoile Salmson 5AC de 60 ch (45 kW).
- C.113 - Un développement du C.110, propulsé par un moteur Cvt Anzani 6A-3.
- C.114 - Équipé d'un moteur 6 cylindres en étoile Anzani.
- C.117 - Équipé d'un moteur en étoile Salmson 5Ac de 60 ch (45 kW).